# Потоси
Потоси́ (кечуа P’utuqsi «грохот», исп. Potosí) — столица одноимённого департамента Потоси в Боливии.
Уже в 1625 году являлся одним из крупнейших по численности населения (160 000 жителей) городов Нового Света и крупнейшим мировым промышленным центром (во времена разработки серебряных рудников в XVI-XVII веках).

## Общие сведения
Город находится на высоте 4090 м над уровнем моря, тем самым являясь одним из самых высокогорных городов мира.
Город расположен на железнодорожной линии Оруро — Сукре. Важнейший центр горнодобывающей промышленности страны. Здесь вырабатывают олово, серебро и медь.
Потоси также известен как столица фольклора боливийских кечуа, ежегодно тут проводятся фестивали народного творчества.

## История
В 1553 году в книге «Хроника Перу» Сьеса де Леона приводятся сведения об основании города:
«Большинство шахт, рудных жил Порко, и других также, открыты и обнаружены во времена Инков; из них все добывали металл, но то, что было обнаружено в этой горе Потоси (о чём хочу сейчас написать), не замечалось [ранее] и не было здесь добычи металла, пока в 1547 году один испанец Вильяроэль с некоторыми [спутниками] не проходил в поисках металла. Он объявил это величественное место, на вершине холма образовавшееся, самым красивым и отлично расположенным в том районе. А поскольку индейцы горы и высоты называют Потоси, ему досталось название Потоси, как его называют сейчас.»

### Добыча серебра
В Потоси, являвшемся крупнейшим месторождением серебра в Южной Америке, за период с 1556 по 1783 год добыто этого металла на 820 513 893 песо и 6 «прочных реалов» (последний в 1732 году равнялся 85 мараведи).
До середины XVIII века рудники Потоси давали около половины мировой добычи серебра. В 1650 году в городе было более 160 тыс. жителей. Но в связи с истощением месторождений серебра к концу XVIII в. начался упадок Потоси. В 1825 году его население составляло лишь 8 тыс. человек. Оживление города вновь наступило после развития добычи олова, сурьмы и вольфрама.
В честь Потоси назван шахтёрский город Сан-Луис-Потоси в Мексике, а также одно из крупнейших когда-либо построенных парусных судов — пятимачтовый барк «Потоси».

## Известные уроженцы и жители
- Уальпарримачи Майта, Хуан (1793—1814) — боливийский поэт и писатель.
- Перес де Ольгин, Мельчор (ок.1660-1732) — боливийский живописец.